# Burchard Scheper
Burchard Scheper (* 5. September 1928 in Langen; † 29. November 2014 in Bremerhaven) war ein deutscher Historiker und Archivar. Von 1965 bis 1991 leitete er als Stadtarchivdirektor das Stadtarchiv Bremerhaven.

## Leben und Wirken
Burchard Scheper studierte Geschichte, Germanistik und Philosophie an den Universitäten Münster und Kiel. Seine Promotion erfolgte 1959/60 bei Wilhelm Koppe an der Christian-Albrechts-Universität zu Kiel mit einer Dissertation über norddeutsche Hansestädte. Diese Arbeit wurde 1960 mit dem Kieler Universitätspreis ausgezeichnet. Scheper war zunächst im Schuldienst tätig, zuletzt ab 1963 in Bremerhaven. 1965 übernahm er die Leitung des dortigen Stadtarchivs. 1977 veröffentlichte er eine im Auftrag des Magistrats erstellte Stadtgeschichte von Bremerhaven. Entschieden setzte er sich für den Ausbau des Archivs ein, das 1986 in neue Räume im Stadthaus von Bremerhaven einziehen konnte. Er wirkte außerdem durch Aktivitäten im Bereich der Archivpädagogik und durch die Gestaltung von zahlreichen Ausstellungen zur Stadtgeschichte. Als Stadthistoriker arbeitete Scheper in mehreren Fachvereinigungen und bei der Redaktion von regionalgeschichtlichen Zeitschriften mit.
Einer der Schwerpunkte seiner wissenschaftlichen Arbeit war neben der Stadtgeschichte Bremerhavens Themen aus der Geschichte der Hanse.

## Auszeichnungen
Für seine stadtgeschichtlichen Forschungen wurde Burchard Scheper 1981 mit dem Hermann-Allmers-Preis ausgezeichnet.

## Veröffentlichungen (Auswahl)
- Beiträge zum Quellenwert der Hildesheimer Formelsammlung. In: Niedersächsisches Jahrbuch für Landesgeschichte, Bd. 33 (1961), S. 223–238.
- Die Niederlande und der Unterweserraum (= Nachbarn, Bd. 14). Kgl. Niederländische Botschaft, Bonn 1972 (2. Aufl. 1976).
- (mit Ernst Herder u. Dedo Eisenhauer): Handwerk an der Unterweser. Ditzen, Bremerhaven 1972.
- (Bearb.): Bibliographie zur Geschichte der Stadt Bremerhaven. Stadtarchiv Bremerhaven 1973.
- Frühe bürgerliche Institutionen norddeutscher Hansestädte. Beiträge zu einer vergleichenden Verfassungsgeschichte Lübecks, Bremens, Lüneburgs und Hamburgs im Mittelalter (= Quellen und Darstellungen zur hansischen Geschichte, N.F., Bd. 20). Böhlau, Köln/Wien 1975, ISBN 3-412-02975-0 (= Dissertation Universität Kiel).
- Die jüngere Geschichte der Stadt Bremerhaven. Magistrat der Stadt Bremerhaven 1977, ISBN 3-921749-00-X.
- Über Ratsgewalt und Gemeinde in Nordwestdeutschen Hansestädten des Mittelalters. In: Niedersächsisches Jahrbuch für Landesgeschichte, Bd. 49 (1977), S. 87–108.
- Stadtarchiv und Schule. In: Jahrbuch / Männer vom Morgenstern, Bd. 57 (1978), S. 213–253.
- Anmerkungen zur Entstehung des Rates in Deutschland mit besonderer Berücksichtigung der nordwestdeutschen Städte. In: Die alte Stadt, Bd. 7 (1980), S. 235–256.
- Archiv und Schule. Überlegungen und Erfahrungen. In: Die alte Stadt, Bd. 8 (1981), S. 308–323.
- Auf den Spuren der Geschichte. Über die Unterweserorte von Karl dem Großen bis zur Gegenwart. Ditzen, Bremerhaven 1983.
- Über Gründungsversuche der Carlsburg im Rahme stadtgeschichtlicher Entwicklungen auf dem Gebiet der heutigen Stadt Bremerhaven. In: Helmut Jäger (Hrsg.): Civitatum communitas. Studien zum europäischen Städtewesen. Festschrift Heinz Stoob zum 65. Geburtstag. Bd. 2 (= Städteforschung, Reihe A, Bd. 21). Böhlau, Köln 1984, ISBN 3-412-05884-X, S. 798–824.
- Die Anfänge der Carlsburg bis 1674. In: Kersten Krüger (Hrsg.): Europäische Städte im Zeitalter des Barock. Gestalt – Kultur – Sozialgefüge (= Städteforschung, Reihe A, Bd. 28). Böhlau, Köln 1988, ISBN 3-412-05987-0, S. 355–397.
- Über Stadt, Land und Herrschaft während des Mittelalters und der frühen Neuzeit im rechtsseitigen Unterweserraum. In: Ulrich Lange (Hrsg.): Landgemeinde und frühmoderner Staat. Beiträge zum Problem der gemeindlichen Selbstverwaltung in Dänemark, Schleswig-Holstein und Niedersachsen in der frühen Neuzeit (= Kieler historische Studien, Bd. 32). Thorbecke, Sigmaringen 1988, ISBN 3-7995-5932-9, S. 237–265.
- Das Elb-Weser-Gebiet. Stationen seiner Geschichte. In: Neues Archiv für Niedersachsen, Bd. 38 (1989), S. 8–22.
- Bremerhaven so wie es war. Droste, Düsseldorf 1991, ISBN 3-7700-0889-8.
- Niedersachsen und die Niederlande. Nachbarn an der Nordsee. In: Joachim F. E. Bläsing u.a: Niederlande und Deutschland. Nachbarn in Europa. Niedersächsische Landeszentrale für politische Bildung, Hannover 1992, S. 208–228.
- “… you must learn democracy”. Ende und Anfang 1944–1945 (= Editionen des Kulturamts der Seestadt Bremerhaven, Bd. 11). Nordwestdt. Verl.-Ges., Bremerhaven 1995, ISBN 3-927857-69-6.
- Begegnungen und Erlebnisse. Aus meinem Leben in Norddeutschland 1928–1963. Schardt, Oldenburg (Oldb.) 2006, ISBN 3-89841-235-0.